# テディ・ボーイズ
テディ・ボーイズ(英:Teddy boys)、またはテッズ(英:Teds)とは、ロックやR&Bに関心を抱いた若者たちの間で流行した、イギリスにおけるサブカルチャーである。エドワード7世が統治した時代風の服装を、サヴィル・ロウに店を連ねるテーラーたちが第二次世界大戦後のイギリスで再流行を試みることで誕生した流行である。

## 歴史

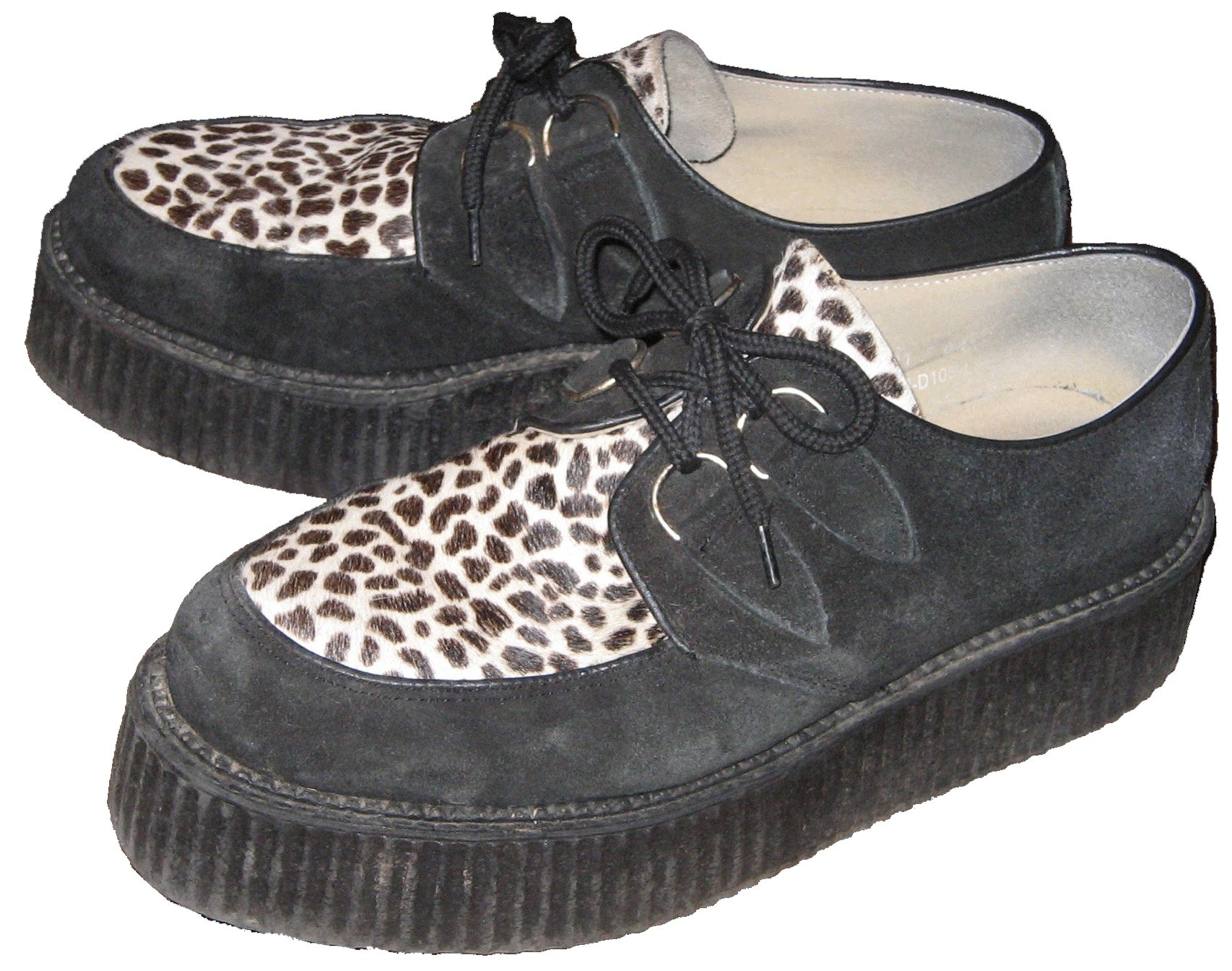
1950年代に流行したスウェード生地のクリーパー。

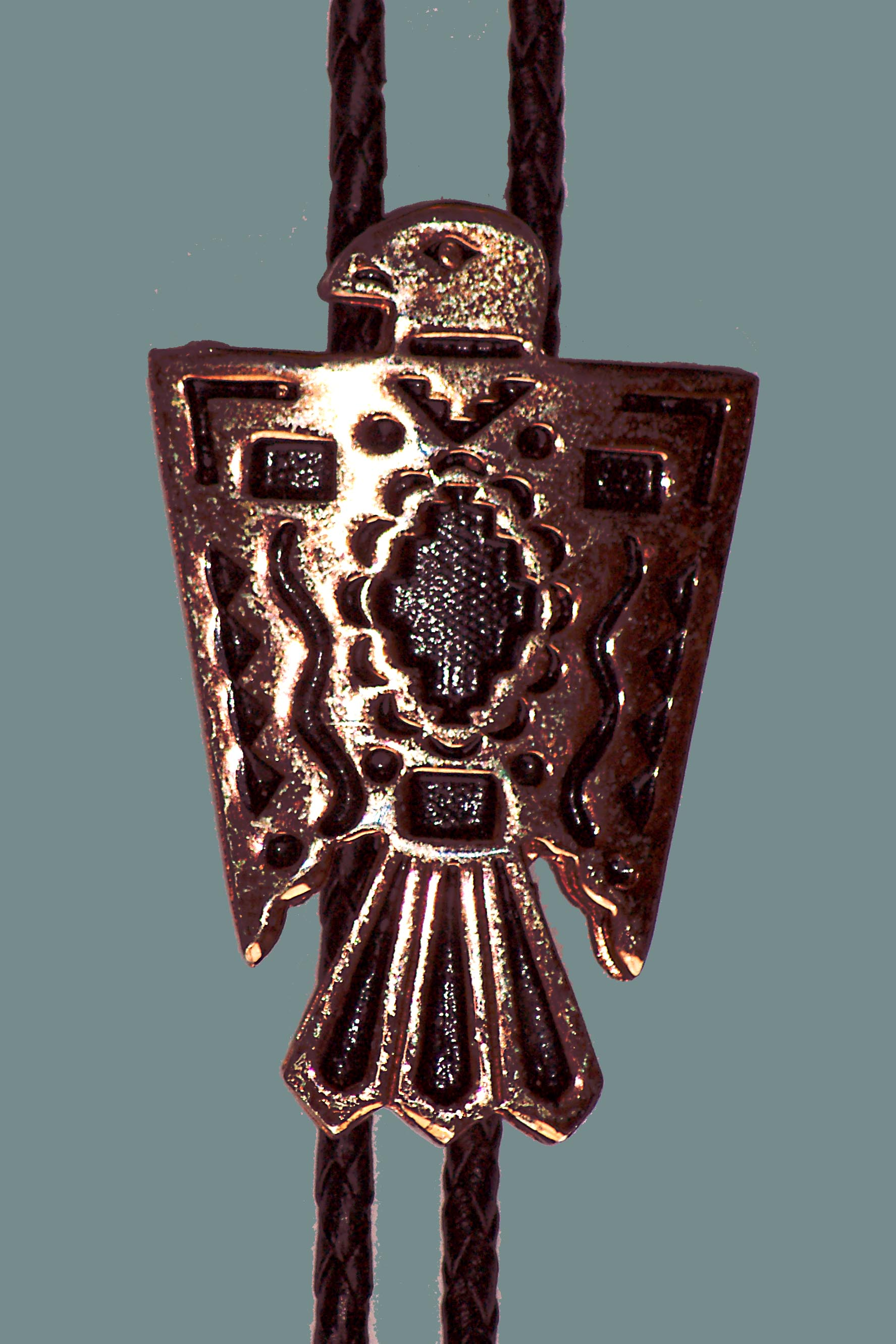
ネイティブアメリカンのデザインであるボロタイ

イギリスにて巻き起こった現象である、テディ・ボーイズというサブカルチャーは、1950年代の若者を中心として生まれ、アメリカのロック音楽と強く呼応し、たちまちイギリス全土で流行した。第二次世界大戦後、エドワード7世が統治した時代の服飾を好んで着用しながら、軽犯罪集団に属した男性の若者たちは、当初「コッシュ・ボーイ」(Cosh Boys)として名が知られていた。だが、1953年9月23日のデイリー・エクスプレスの紙面上に'Edwardian to Teddy’という表題が掲載され、この略称として「テディ・ボーイズ」という名が新たに生まれた。ただ、この用語はエドワード朝のイングランドの国防義勇軍を表象すべく使用されたとの見方もある。(例えば、P・G・ウッドハウスの著作である『The Swoop!』にて、それが見てとれる)
戦後期にイギリスでは、配給制度がファッション業界にも影響を与え続けた。ロンドン中心部に店を出す紳士服のテーラーたちは、除隊した士官に対する衣服の需要を期待し、エドワード7世時代風の服飾を考案した。しかし、特徴的なテーパードトラウザーや、戦後のアメリカのズートスーツを彷彿とさせる丈の長いジャケット、高価なウェストコートは、ターゲットとしていたロンドンの客層には不人気であった。結局、売れ残った衣服は店舗に集積し、それらはロンドンに点在する衣服店に安価な価格で売り付けられる。少数の富裕層がテディ・ボーイズの様式を好んだ一方で、その見た目を受容したのは主に郊外の労働者階級の人々であった。そして、1952年頃になると徐々に、テディ・ボーイズと呼ばれるスタイルがイギリス中で広まり始める。
19世紀のリヴァプールやマンチェスターにおいて、「スカトラー」と呼ばれるドレスコードを基調とした若者の集団が存在していた。その一方で、テディ・ボーイズはイギリスで自分たちをティーンエイジャーとして明確に区別した最初の集団であり、若者をターゲットにしたファッション産業の発展に寄与した。『暴力教室』というアメリカ映画が、イギリスにおいてテディ・ボーイズというサブカルチャーを生み出す一つの転換点となった。テディ・ボーイズらは、反社会の名の元で結集し、仲間同士で連帯感を共有した。1956年にロンドン南方のエレファント・キャッスルシネマにて同作品が公開されると、10代のテディ・ボーイズは暴動を起し、上映中に座席を引き裂いたり、通路で踊りだしたりする始末であった。その後、この作品が上映される国では、似たような暴動が繰り返された。
テッド・ボーイズの中にはギャングを形成したグループも現れ、競合する他グループとの武力衝突のみならず、移民に対する無差別な攻撃のかどで、世間より悪評を受けた。最も世に知れた衝突は、1958年に発生したノッティングヒルにおける人種暴動で、そこにはテディ・ボーイズも居合わせ、西インド移民に対する攻撃に関わった。この暴動の発生から10年後に出版された報告によれば、「鉄パイプやブッチャーナイフ、革のベルトで武装したテディ・ボーイズ」が300～400人強の黒人襲撃を目的として、暴徒に加わった。一夜にして「ノッティング・ヒルの道路に5名の黒人が意識不明の状態で横たわっていた」とある。また、テディ・ボーイズは1958年に発生したノッティンガム人種暴動にも関与していたとされる。
このような暴力的なテディ・ボーイズの様態は、1958年に出版されたアーネスト・ライマンによる『テディ・ボーイズ』において扇情的に描かれた。

## スタイル

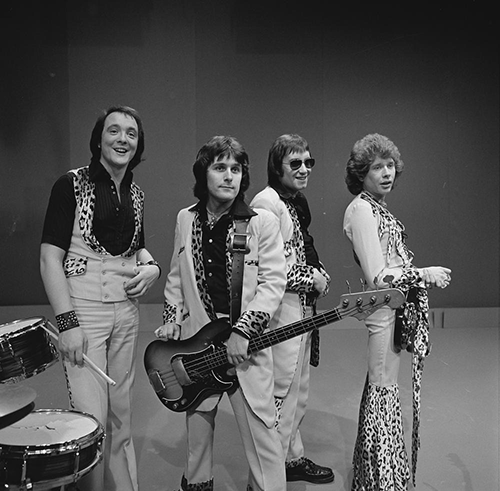
1970年代に活躍したグラムロックバンドのマッドのメンバーが着用したテディ・ボーイズの服飾。ドレープジャケット、クリーパー、スリムフィットパンツ。(出典AVRO)

1940年代におけるアメリカのズートスーツの名残りを残すフロックコートなどの、テディ・ボーイズの服装は、イタリア系アメリカ人やチカ―ノ、黒人移民のコミュニティ(キャブ・キャロウェイやルイズ・ジョーダンのような)が着用していた。大抵は黒影色で、ビロード状の襟や蓋の付いたポケット、靴下が露出するほどウエストの高いジーンズに特徴がある服飾であった。外装には他にも、襟が高く首回りの開けた白色のシャツ(ビリー・エクスタインが頻繁に着用していたので、「Mrｓ」という名で知られる)に、西欧風のポーラー・タイと錦織されたウェストコートという組み合わせもあった。これらの衣服の代金は、ほとんどがテーラー仕立てで、高出費であったために、週払いで支払われた。
他にも、鮮やかに磨き上げられたオックスフォードシューズや、ブローグシューズ、スエードが愛着される。長い髪のヘアースタイルが好まれ、グリースを用いて前髪をクイッフと呼ばれる髪型に固め、背面から側面にかけて髪を流し、ダックテイルを形造った。他にも「ボストン」(Boston)というスタイルがあるのだが、これは髪をまっすぐ後ろに撫で上げ、首筋に沿って整えた髪型である。

### テディ・ガールズ
テディ・ガールズ(ジュディスとも呼ばれた)は、ドレープジャケットやペンシルスカート、ホブルスカート、三つ編みにした長髪、ロールアップデニム、フラットシューズ、ベルベット色のテーラージャケット、ボーターハット、カメオブローチ、エスパドリーユ、クーリーハット、長くて豪華なクラッチバッグなどを身につけた。以後、テディ・ガールズらはトレアドールパンツ、スカートやポニーテールなどのアメリカのファッションを取り入れる。
テディ・ガールズらは美的価値に重きを置いていたわけではなく、戦後の労働党政権よって促された禁欲主義的な生活に対して集団的に反発しようとして、これらの衣服を選んで着込んだ。ロンドンの貧困街出身の労働者階級が多く、彼女らは往々にして14歳か15歳の年で学校を去り、工場やオフィスでの労働に従事していた。テディ・ガールズは自身らのトレードマークとなるような衣服を購入するか、もしくは制作するかして余暇の時間を過ごした。絶えず注目を集め、革新的なデザインを考案していたファッションハウスは、エドワード時代を思い起こさせるような衣服を売り出した。テディ・ガールズはそこからヒントを得るとともに、新たなデザインを考案した。 
「テディ・ガールズ」というタイトルで写真家のリズ・ハムによって撮影された写真は、2009年にオイスター(雑誌)で、アート・マンスリー・オーストラリア(Art Monthly Australia)に掲載された。

## 音楽とダンス

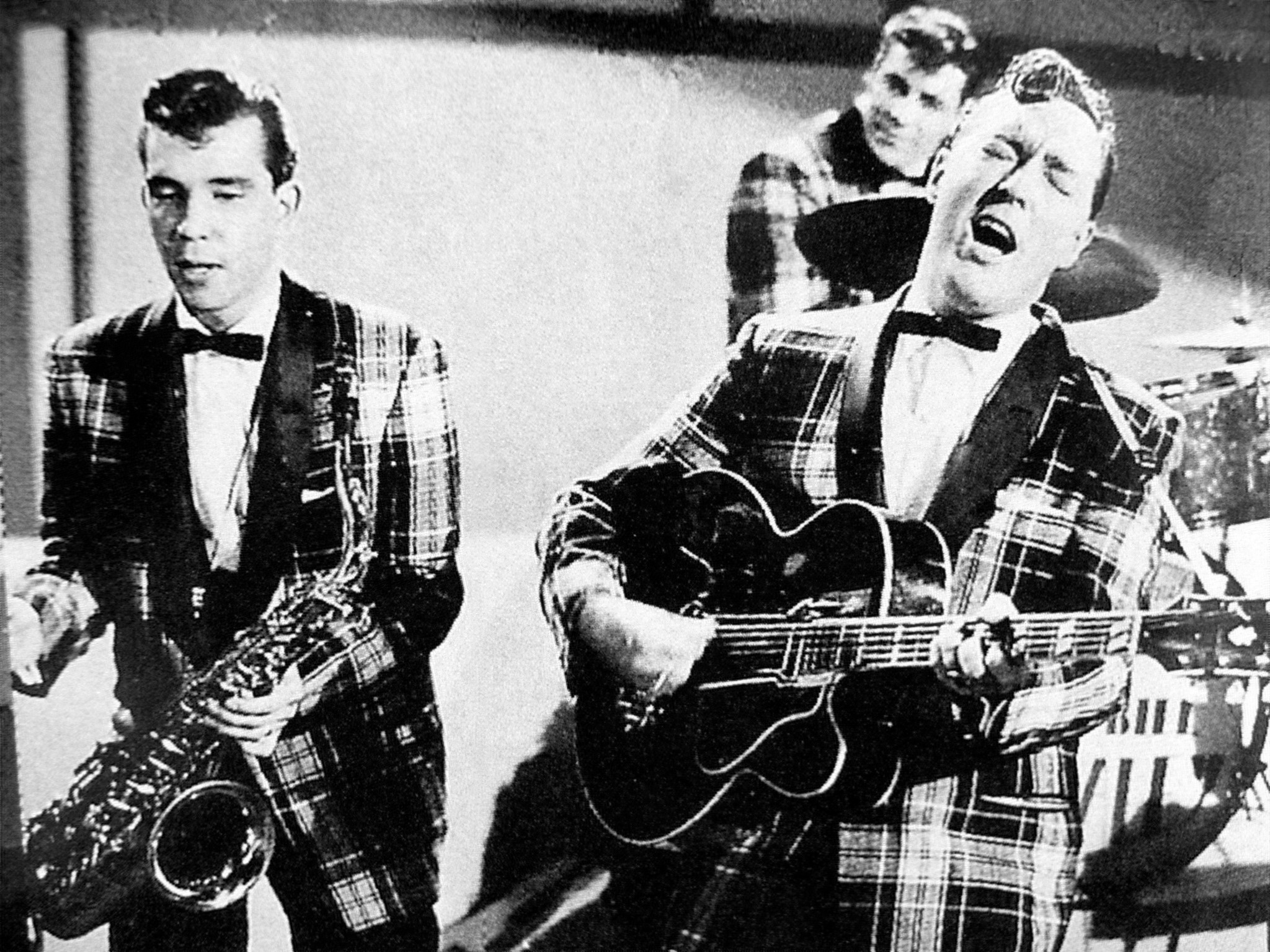
タータン模様のショールカラージャケットを着る、ビル・ヘイリー&ヒズ・コメッツ。

テディ・ボーイズはイギリスにおいてロック音楽が流行する以前から、このジャンルと深い関わりを持っていたのだが、他にも、ジャンプ・ブルーズ、R&B、ジャズ、そしてスキッフルなどの音楽も同様に聴いていたとされる。テディ・ボーイズが受容した有名なダンスは、『The Cleep』から曲が発売されると同時に生まれ、特に人気を博す。これにより、テディ・ボーイズの呼称とは別の「クリーパー」(Creepers)というニックネームが生まれるほどであった。HMVのもとでヨークシャー出身のサクソフォーン奏者であるケン・マッキントッシュによって作詞作曲され、『The Cleep』という曲は1953年に世に出た。この曲はロックというジャンルに含まれなかったのだが、テッド・ボーイズの風習が流行した時代に広く受け入れられることとなる。『暴力教室』という映画がイギリスにて公開され始めた1955年より、ロックがテディ・ボーイズに受容されるようになり、彼らは、エルビス・プレスリーやビル・ヘイリー、エディ・コクランなどの音楽を傾聴した。
アメリカほど大規模ではなかったが、トミー・スティール、マーティー・ワイルド、クリフ・リチャード、ジョー・ブラウンなどのイギリスにおけるロック音楽は、テディ・ボーイズの文化と並行して人気となり、この傾向は、リヴァプールサウンドに代表されるサーチャーズやジェリー&ザ・ペースメイカーズ、ビートルズも同様であった。ロック歌手として活躍していたビリー・フューリーもビートミュージックに移行している。

## 復活

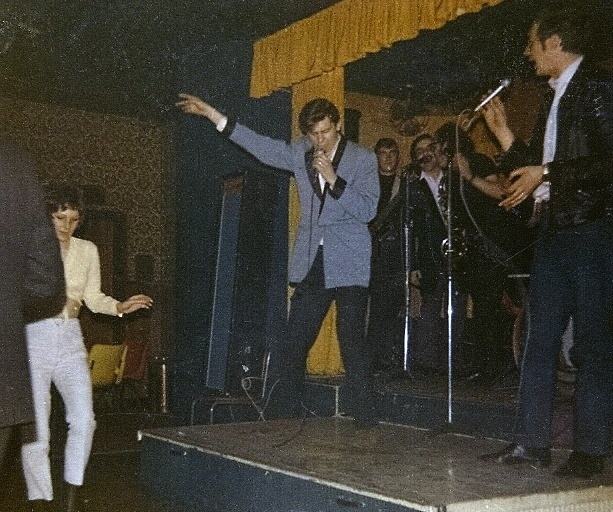
1970年代、青色のドレープジャケットを着る、シェイキン・スティーヴンス。

ジョージ・ハリスンとジョン・レノンはビートルズの結成当初において、テディ・ボーイズの服飾を参考にしていた。
1972年8月にウェンブリー・スタジアムでロンドン・ロックンロールショーが開催される(リトル・リチャード、ジェリー・リー・ルイスやチャックベリーなどのアメリカ人歌手や、イギリスのバンドがサポートアクトとして参加)に続いて、ロックは新たな人気を博した。『アメリカン・グラフィティ』や『ザットル・ビー・ザ・デイ』(That'll Be the Day)の公開により、同音楽ジャンルの勢いが衰えることはなかった。また、ウィザードやゲイリー・グリッター、ショワディワディが活躍にすることで、グラムロックとして再興を果たし、1973年からイギリスのポップ・チャートにおいて上位に位置するようになる。
同時に、テディ・ボーイズの服飾に対する世間の興味関心も再燃し、キングス・ロードにある、ヴィヴィアン・ウエストウッドやマルコム・マクラーレンらが経営する「Let it Rock」という店を通して、この傾向は勢いを増した。この頃の新たな世代のテディ・ボーイズは1950年代に流行した際の特徴を部分的に継承したのだが、大部分はグリムロックからの影響が強く、華やかな色のドレープ・ジャケット、ラバーソール、ソックス、煌びやかなサテン・シャツをジーンズやソックス、ポーラー・タイと併せて着用した。1970年代におけるテディ・ボーイズらは、もみあげの髪を伸ばしたポンパドゥールという華美な髪形を保つとともに、ワックスにヘアスプレーを加えることで髪形を整えた。1970年代後半、パンクロックの流行に寄与したセックス・ピストルズとファッションデザイナーのヴィヴィアン・ウエストウッドは敵対関係にあった。1977年の4月に、パンクロックに触発された人々とテッズによる抗争が、ロンドンのキングス・ストリートにて巻き起こったのだが、そこはヴィヴィアン・ウエストウッドやマルコム・マクマーレンの「セックス」(Sex)という名の店を構える場所であった。

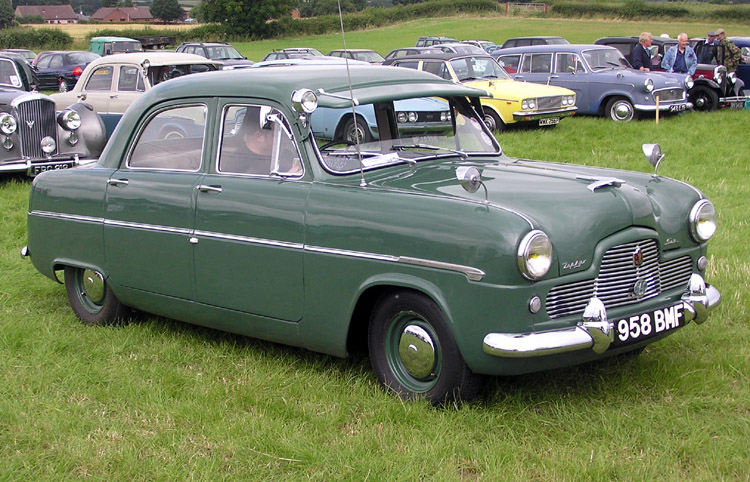
テッズに好まれたフォード社製のゼファー。

1950年代におけるテディ・ボーイズのスタイルを再勃興させるべく、1980年代後期、テディ・ボーイズの間で特殊な運動が巻き起こる。1990年早期には、テディ・ボーイズの再復活を望む人々が、トッテナムやロンドン北部において、「ザ・エドワーディアン・ドレイプ・ソサイエティ」(The Edwardian Drape Society、略称T.E.D.S)というグループを組織する。このグループは、ショワディワディやマッドらに代表されるポップ/グラム・ロックの流行によって、本来のテッズのスタイルが失われたと主張し、過去のスタイルの復興に主眼を当てた。

## 大衆文化への影響
- 1950年代初期におけるギャングの様子は、1953年に公開された『暴力の恐怖』にて描かれる[4]。
- 「ザ・エドワーディアン・ドレイプ・ソサイエティ」(T.E.D.S)はアメリカの映画監督であるブルース・ウェーバーが制作したThe Teddy Boys Of The Edwardian Draper Societyという短編映画の主題であった[35]。
- 2019年発売の『さよならワイルドハーツ』(Sayonara Wild Hearts)に登場するキャラクターがテディ・ガールズの衣服を身につける[要出典]。
- イギリスのテレビドラマ『グランチェスター 牧師探偵シドニー・チェンバース』の第4期、6話に登場。
- 『17歳の肖像』（1961年を舞台にした映画）という作品内で繰り返し言及される。保守的な父親が娘の交際相手である男性に向かって言及。
- イギリスのインディ・ロックバンドであるアークティック・モンキーズが、2007年に『テディ・ピッカー（英語版）』という名のシングルをリリース。
- アンソニー・バージェスの小説『時計仕掛けのオレンジ』に登場する「ドル―グ」(droogs)というギャングは、テディ・ボーイズに由来する[36]。
- イギリス出身であるシンガーソングライターのポール・マッカートニーは、「テディ・ボーイ」という曲をリリースした。